# 韓進交通
韓進交通（韓文：한진교통，英文：Hanjin Transportation），是大韓民國的陸上運輸公司，韓進集團子公司。成立於1945年，是韓進海運的前身。